# Rinaldo Piaggio
Rinaldo Piaggio (Genova, 15 luglio 1864 – Genova, 15 gennaio 1938) è stato un imprenditore e senatore italiano.

## Biografia
Rinaldo Piaggio nasce da una importante famiglia di imprenditori genovesi: il nonno Giovanni Battista, capitano marittimo, era uno dei fratelli di Erasmo Piaggio mentre il padre Enrico, armatore e commerciante, aveva impiantato nel 1882 una segheria per legname a Sestri Ponente.
All'età di poco più di vent'anni, nell'ottobre del 1884, Piaggio costituisce a Sestri Ponente la Società Rinaldo Piaggio, rilevando l'attività del padre e orientandola verso la produzione di arredo navale. Dopo tre anni di attività, nel 1887, trasforma l'impresa in Piaggio & C.: la società, di cui è accomandatario, espande la produzione in uno stabilimento nei pressi dei Cantieri Odero di Sestri Ponente. Gli ebanisti dell'azienda firmano l'arredo delle più belle navi italiane e straniere di fine secolo: dall'inizio dell'attività ai primi anni del Novecento sono 63 i piroscafi allestiti dall'impresa. Piaggio lavora per tutti i grandi cantieri navali genovesi, ma il rapporto più forte è quello costruito con la famiglia di armatori Odero: sposa la figlia di Niccolò Odero, il quale entra anche nel capitale azionario della Piaggio e C. nel 1895, rilevando le quote dei precedenti soci.
Agli inizi del nuovo secolo, nonostante il buon andamento dell'azienda, le possibilità di ulteriore espansione dell'attività sembrano esaurirsi. Piaggio decide di sfruttare le competenze sviluppate nel settore dell'arredamento navale per estendere le sue intraprese al settore ferroviario, avviando un'attività di costruzione e riparazione di carrozze merci e carrozze passeggeri per le società ferroviarie italiane. Per rispondere alle prospettive di crescita del settore, nel 1906 costituisce a Finale Ligure, insieme al cognato Attilio Odero - che fornisce i 2/3 del capitale sociale - le Officine di Finalmarina.
La crescita dell'azienda nel settore dell'arredamento navale e delle costruzioni ferroviarie si consolida nel primo decennio del Novecento, ma è la prima guerra mondiale a innalzare in maniera decisiva la domanda nel comparto delle costruzioni dei mezzi di trasporto tradizionali, navi e treni, e contemporaneamente ad aprire una nuova frontiera: l'aeronautica. Nel 1915 Piaggio avvia un'attività di riparazione, e poi di costruzione, di idrovolanti militari. La svolta in questo settore si verifica nel 1917 quando, alla ricerca di nuovi impianti, rileva un'azienda aeronautica di Pisa. Dal punto di vista industriale si tratta di una scelta indovinata, data l'importanza della città toscana nel panorama nazionale della nascente industria aeronautica, testimoniata fra l'altro dall'apertura di uno dei primi aeroporti italiani: l'Arturo dell'Oro. Se Piaggio è ormai considerato un imprenditore di successo a livello nazionale, la società, con tre sedi produttive, si colloca autorevolmente tra le grandi imprese nazionali per dimensione, numero di addetti, volume produttivo e valore del fatturato. La diversificazione correlata consente inoltre all'imprenditore di attraversare meglio di altre grandi imprese del settore meccanico il tormentato dopoguerra. Le incertezze della fase postbellica, segnata dalla difficile riconversione all'economia di pace, convincono tuttavia Piaggio della necessità di rafforzare la compagine societaria, attraverso l'alleanza con un socio finanziariamente solido e con elevate competenze nella finanza e nella gestione aziendale. Nel 1920 la Piaggio & C. viene sciolta e ricostituita come Società Anonima Piaggio & C.: il nuovo assetto, con Attilio Odero alla presidenza, rinnova i tradizionali legami familiari e finanziari.
Nel settore ferroviario vengono rapidamente raggiunti nuovi e significativi traguardi: si susseguono commesse importanti dal mercato interno e da quello estero, fra cui spiccano il treno reale costruito per Casa Savoia nei primi anni venti e la realizzazione di elettromotrici avveniristiche per il design e per il sistema speciale di saldatura dell'acciaio, frutto dell'attività di ricerca e sviluppo aziendale.

Sul piano politico, nel dopoguerra Piaggio si schiera a favore della destra estrema, fondando l'Associazione per il rinnovamento, assorbita poi dal Partito Nazionale Fascista. Oltre al rilancio della produzione ferroviaria, la sfida imprenditoriale più importante in questi anni è proprio lo sviluppo del settore aeronautico, in cui diventa in breve uno dei più importanti pionieri.
Nel 1921, insieme ad Attilio Odero e a un gruppo di imprenditori piemontesi - tra i quali Giovanni Agnelli - liguri e toscani, fonda a Marina di Pisa la Società anonima italiana costruzioni aeronautiche, poi CMASA, per la costruzione di idrovolanti su licenza della tedesca Dornier-Metallbauten GmbH. La nuova fase di espansione è impostata sulla ricerca dei migliori tecnici e sulla modernizzazione degli impianti. Piaggio spinge l'impresa ad acquisire numerosi brevetti esteri e nel contempo assume alcuni dei più stimati progettisti italiani, fra i quali il più importante è Giovanni Pegna.
L'andamento della produzione e le aspettative della nuova società lo convincono a intraprendere un'ulteriore espansione della scala produttiva. Ad attrarlo particolarmente è l'opportunità di costruire in proprio i motori aeronautici e a tal fine acquisisce nel 1924 lo stabilimento Costruzioni meccaniche nazionali di Pontedera, una officina nata prima della guerra dalla sezione motoristica del locale Consorzio agrario. Piaggio è in questa fase uno dei pochi imprenditori italiani impegnati nell'aeronautica, e il suo dinamismo in uno dei settori sulla frontiera tecnologica ne fa un personaggio in ascesa fino ai massimi ranghi dell'élite economica nazionale: nel 1922 viene insignito del titolo di Commendatore dell'Ordine della Corona d'Italia e nel 1925 di grande ufficiale della Corona; nel 1934 ottiene la nomina a senatore del Regno.
Sempre nel corso degli anni venti, l'imprenditore avvia un processo di integrazione a valle, fondando nel 1926 la Società anonima di navigazione aerea (SANA) - che istituisce la prima linea aerea italiana di trasporto passeggeri, con voli che collegano Roma con Barcellona e Palermo  -, e a monte, acquistando e gestendo aziende forestali nella Maremma e nell'Agro romano, quali unità produttive funzionali alla fornitura di carbone e alla produzione del legname necessario per le costruzioni ferroviarie e aeronautiche. La fase espansiva degli anni venti induce Piaggio e Odero ad aumentare il capitale sociale, che da 15 passa a 30 milioni di lire nel 1930, per fronteggiare l'espansione produttiva. Quest'ultima è però interrotta bruscamente dai contraccolpi della grande crisi del 1929, che segnano l'inizio di una delle fasi più critiche nella vita dell'azienda, caratterizzata dalla caduta delle commesse e dalla drastica contrazione della produzione. La risposta di Piaggio alla crisi è basata in gran parte sul potenziamento dei programmi di ricerca e sviluppo: oltre a Giovanni Pegna, l'azienda acquisisce le competenze di altre figure di primaria importanza dell'ingegneria aeronautica, come Giovanni Gabrielli, Giovanni Casiraghi e, soprattutto, Corradino d'Ascanio, il geniale progettista abruzzese che nel 1930 aveva realizzato uno dei primi prototipi mondiali di elicottero e nel 1934, poco dopo il suo ingresso alla Piaggio, brevetta l'elica a passo variabile in volo. Negli anni trenta costruisce diversi aerei, sia caccia che bombardieri, come il Piaggio P.108, unico bombardiere quadrimotore italiano.
Superate non senza difficoltà le conseguenze della crisi del 1929 - nel dicembre del 1932 il capitale sociale scende da 30 a 10 milioni di lire - nel corso degli anni trenta l'imprenditore allarga progressivamente la partecipazione azionaria ai figli Armando ed Enrico Piaggio, nel contesto di un rilancio della produzione legato alle nuove mire di espansione militare del regime fascista. Al momento della morte di Piaggio, nel 1938, l'impresa è uno dei principali gruppi italiani del settore meccanico, dotata di quattro moderni impianti industriali e con un fatturato che supera i 160 milioni di lire.
Nel 1964 le due divisioni, aeronautica e motociclistica, diventeranno due società distinte.

## Riconoscimenti
- 4 giugno 1908 - Cavaliere dell'Ordine della Corona d'Italia
- 11 agosto 1922 - Commendatore dell'Ordine della Corona d'Italia
- 5 aprile 1925 - Grand'Ufficiale della Corona d'Italia

## Archivio
L'Archivio Storico Piaggio con sede a Pontedera (PI), emanazione del Museo Piaggio, conserva la documentazione relativa all'attività di Piaggio dai suoi inizi tardo-ottocenteschi fino ai giorni nostri, in tutte le sue attività e in tutti i suoi settori. Costituito grazie al paziente lavoro di ricerca avviato da Tommaso Fanfani alla metà degli anni novanta, l'Archivio storico è stato aperto al pubblico nel marzo del 2000.